# Monte Sião
Monte Sião este un oraș în Minas Gerais (MG), Brazilia.